# 哈里森鎮區 (新澤西州)
哈里森鎮區（英語：Harrison Township）是位於美國新澤西州格洛斯特縣的一個鎮區。

## 地方資料
哈里森鎮區的面積為49.25平方千米，當中陸地面積為49.03平方千米，而水域面積為0.22平方千米。根據2020年美國人口普查的數據，當地共有人口13641人，而人口密度為每平方千米276.97人。